# SAL Heavy Lift

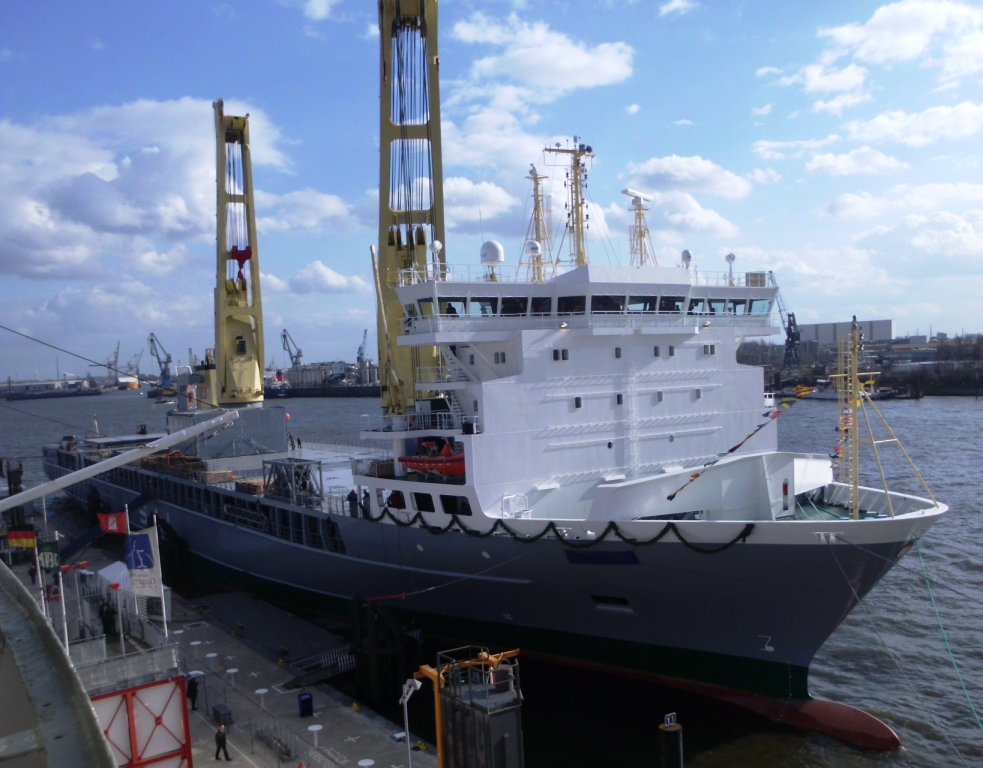
Taufvorbereitungen der Lone, des zweiten SAL-Neubaus vom Sietas-Typ 183

Die SAL Heavy Lift GmbH (vormals SAL Schiffahrtskontor Altes Land GmbH & Co. KG) mit Sitz in Hamburg (vormals in Steinkirchen im Alten Land) ist eine auf Schwergut spezialisierte Reederei, die heute zur Reedereigruppe Harren & Partner gehört. Ihre Geschichte reicht bis ins Jahr 1838 zurück, als die frühere Eigentümerfamilie Heinrich das durch die Sietas-Werft (Hamburg-Neuenfelde) gebaute Segelschiff Amoenitas in Dienst stellte.

## Beschreibung
Die Reederei ist auf den Transport von Schwergut spezialisiert und zählt heute zu den führenden Anbietern auf diesem Gebiet.
In Hamburg sind circa 105 Mitarbeiter beschäftigt, weltweit kommen an Land noch etwa 40 weitere hinzu. Auf den Schiffen sind 84 europäische und ca. 567 philippinische sowie ukrainische Seeleute tätig (Stand Dezember 2020).
Neben dem Stammsitz in Hamburg unterhält SAL Heavy Lift noch Büros in folgenden Ländern:
- China
- Dänemark
- Finnland
- Japan
- Mexiko
- Niederlande
- Philippinen
- Singapur
- USA
- Vereinigtes Königreich

## Geschichte
Die Geschichte der Reederei reicht bis ins Jahr 1838 zurück, als die Kaufmannsfamilie Heinrich das durch die Sietas-Werft (Hamburg-Neuenfelde) gebaute Segelschiff Amoenitas in Dienst stellte. 1980 gründete Hans Heinrich die Reederei SAL in Steinkirchen im Alten Land, die er bis 2011 zusammen mit seinem Bruder Claus führte. In Zusammenarbeit mit der Werft J. J. Sietas entstanden die Schwergutschiffe u. a. der Serien 132, 161, 176 und 183.
Nachdem die Reederei  2007 ein Joint Venture mit der in Japan ansässigen Reederei „K“ Line eingegangen waren, übernahm diese SAL zum 30. Juni 2011 komplett. Anfang 2012 firmierte das Unternehmen in SAL Heavy Lift GmbH um und verlagerte 2013 den Hauptsitz von Steinkirchen im Alten Land in die Hamburger Hafencity. Seit 2013 ist SAL offiziell auch im Offshore-Bereich tätig.
Im Juli 2017 wurde das Unternehmen an die Bremer Reedereigruppe Harren & Partner verkauft. SAL Heavy Lift übernahm in Folge den Betrieb der Schwergutschiffe des Typs CL 900 sowie der Combi-Dock-Schiffe von Harren & Partner. Im selben Jahr wurde in Hamburg SAL Engineering, ein eigenständiges Engineering- und Dienstleistungsunternehmen, als Schwesterfirma von SAL gegründet.
2018 vereinbarten SAL Heavy Lift und die niederländische Reederei RollDock, ihre Dockschiffe in einem gemeinsamen Flottenpool zu betreiben.
Ende 2020 firmierte die SAL Heavy Lift GmbH um zur SAL Heavy Lift GmbH & Co. KG. Des Weiteren erwarb SAL im Oktober 2020 die Mehrheitsbeteiligung an Intermarine. Zweck des Zusammenschlusses ist es eine neue Schifffahrtslinie für Nord- und Südamerika sowie Transatlantikverbindungen zu schaffen. Intermarine, die als unabhängige Marke innerhalb der SAL Heavy Lift Group agiert, wird ihren Liniendienst in Nord- und Südamerika an den globalen Schwergutdienst von SAL anbinden und somit die umfassendste maritime Stückgut- und Schwergutlösung Amerikas auf den Markt bringen. Durch die Übernahme von Intermarine können die Kunden von SAL nicht nur mehr Schiffe in und von Südamerika aus nutzen, sondern auch abgelegene Flussdeltas erreichen, zu denen die Reederei sonst nur begrenzten Zugang gehabt hätte. Im Gegenzug erhalten die Kunden von Intermarine Zugang zur modernen Schwergutflotte von SAL für Verschiffungen zwischen Amerika, Europa, Afrika und Asien.

## Schiffstypen der Reederei

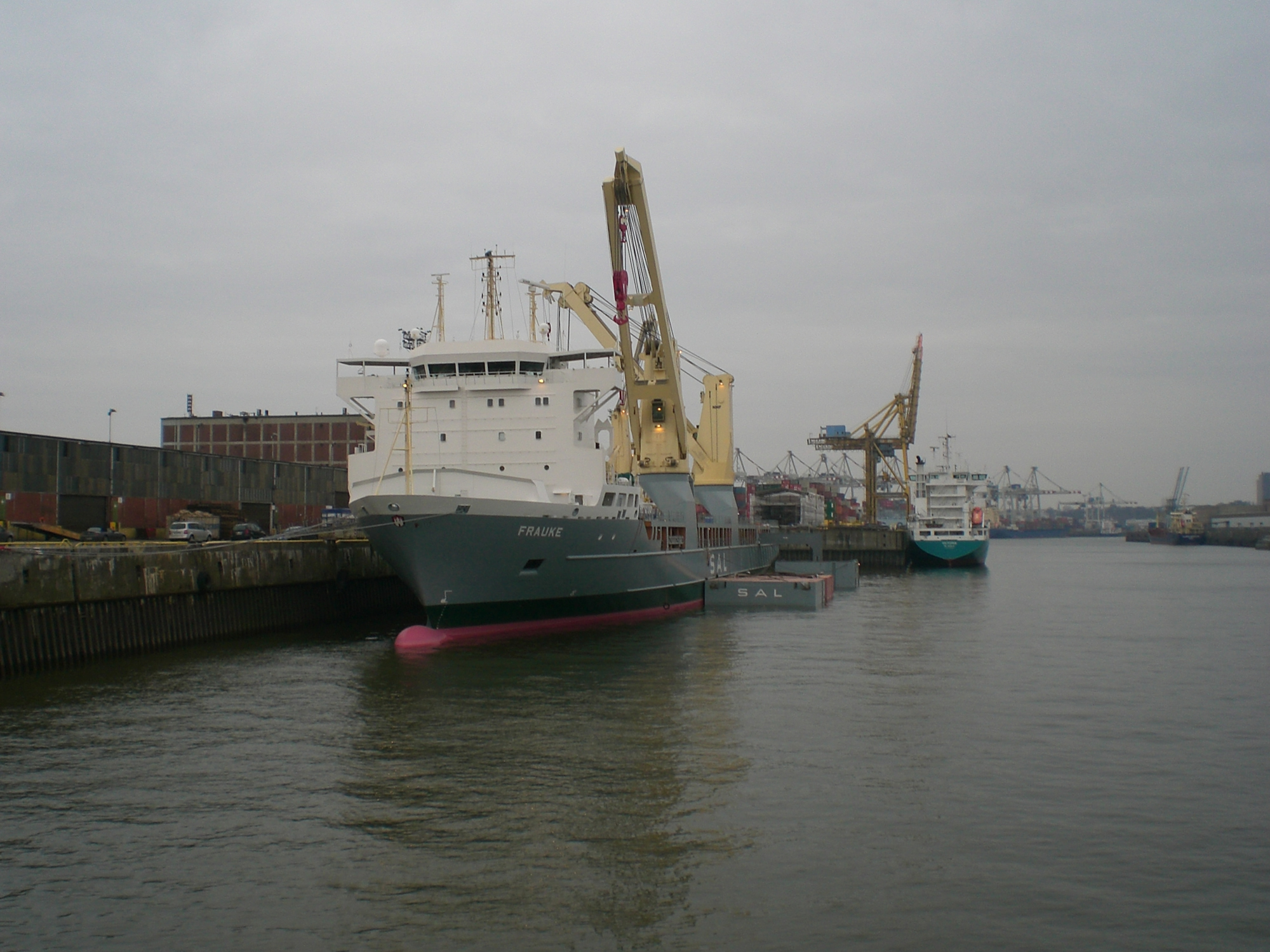
Die 2008 an die Reederei abgelieferte Frauke, ein Schiff vom Typ 176

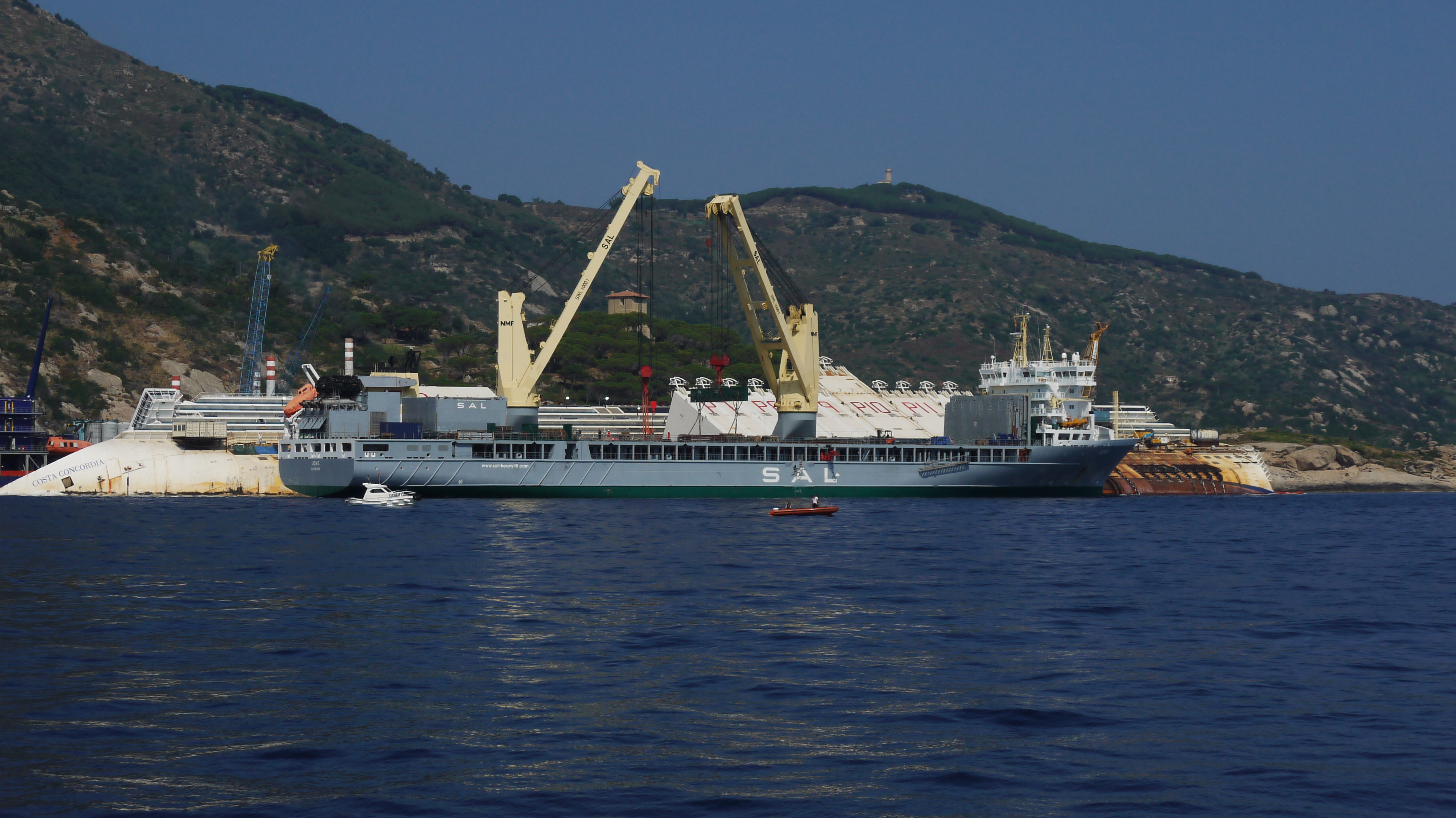
SAL Lone am Wrack der Costa Concordia beim Abliefern von Caissons (2013)

### Im Einsatz
Zur Flotte gehören gegenwärtig 22 Schwergutschiffe. Der Großteil der Schiffe wurde speziell für die besonderen Anforderungen im Schwergutbereich bei der Hamburger Werft J. J. Sietas geplant und gebaut und ist mit Kranen des Unternehmens NMF (Neuenfelder Maschinenfabrik) ausgerüstet. Mit Auslieferung der zwei, zusammen rund 120 Millionen Euro teuren, Schiffen des Typs 183 (Svenja, Dezember 2010 und Lone, März 2011) verfügt SAL Heavy Lift über Schiffe mit Kranen mit einer Hebekapazität von bis zu 2000 Tonnen.
Die Schiffe vom Typ 183 Svenja und Lone sind 12.500-Tonner und mit Dynamic Positioning I bzw. II ausgestattet. Wie die kleineren Einheiten der Flotte verfügen sie über ein durchgehendes Deck, einen durchgehenden Laderaum sowie einen möglichst vorne angeordneten Aufbau. Dies ermöglicht den Transport von Ladung auch mit sehr großen Abmessungen in Länge, Breite und Höhe. Die relativ hohe Dienstgeschwindigkeit von 20 Knoten erlaubt einen schnellen Transport.
| Typschiff                              | Typ 161                  | Typ 161a                      | Typ 161b                 | Typ 176                        | Typ 183          | Typ PK116                                  | Typ 171                                   |
| -------------------------------------- | ------------------------ | ----------------------------- | ------------------------ | ------------------------------ | ---------------- | ------------------------------------------ | ----------------------------------------- |
| Schiffe                                | Annemieke                | Grietje Annegret Paula Wiebke | Annette Maria            | Frauke Anne-Sofie Trina Regine | Svenja Lone      | Amoenitas Calypso Anna Hilke Imke Caroline | Klara Lisa Hanna                          |
| Länge ü.a.                             | 151,65 m                 | 151,65 m                      | 151,67 m                 | 159,80 m                       | 160,50 m         | 133,00 m                                   | 166,15 m                                  |
| Breite                                 | 020,65 m                 | 021,02 m                      | 021,02 m                 | 024,34 m                       | 027,91 m         | 023,00 m                                   | 022,90 m                                  |
| Tiefgang (max.)                        | 07,85 m                  | 07,85 m                       | 07,85 m                  | 09,00 m                        | 09,01 m          | 07,80 m                                    | 09,80 m                                   |
| Vermessung (BRZ/NRZ)                   | 8388 / 4178              | 8397 / 4178                   | 8383 / 4196              | 12.950 / 4647                  | 15.199 / 4559    | 11.473 / 3834                              | 15.549 / 6089                             |
| Tragfähigkeit (dwt)                    | 09544                    | 09360                         | 08919                    | 12.007                         | 12.501           | 09963                                      | 19.100                                    |
| Geschwindigkeit                        | ca. 20 kn                | ca. 20 kn                     | ca. 20 kn                | ca. 20 kn                      | ca. 20 kn        | ca. 16 kn                                  | ca. 17 kn                                 |
| Baujahr                                | 1997/1998                | 2000                          | 2003/2004                | 2008/2009                      | 2010/2011        | 2010/2011                                  | 2012/2011/2011                            |
| Bauwerft                               | J. J. Sietas             | J. J. Sietas                  | J. J. Sietas             | J. J. Sietas                   | J. J. Sietas     | Taizhou Kouan Shipbuilding                 | Qingshan Werft, Changjiang Shipping Group |
| Eisklasse                              | keine                    | keine                         | keine                    | keine                          | keine            | E3                                         | keine                                     |
| Krankapazität (SWL) (t) (= kombiniert) | 2 × 275 (=550) + 1 × 150 | 2 × 320 (=640) + 1 × 200      | 2 × 350 (=700) + 1 × 250 | 2 × 700 (=1400) + 1 × 350      | 2 × 1000 (=2000) | 2 × 450 (=900)                             | 2 × 400 (=800) + 1 × 120 t                |

Die Schiffe fahren größtenteils unter der Flagge von Antigua und Barbuda mit Heimathafen St. John’s. Mehrere Schiffe der Reederei fahren unter deutscher Flagge. Die Reederei beschäftigt auf ihren Schiffen einen relativ hohen Anteil (etwa ein Fünftel) an deutschen Seeleuten.

### Ehemalige Schiffstypen
- Sietas Typ 132
- Sietas Typ 111